# Stazione meteorologica di Partanna Mondello
La stazione meteorologica di Partanna Mondello è la stazione meteorologica di riferimento relativa all'omonimo quartiere della città di Palermo.

## Medie climatiche

### Dati climatologici 1997-2006
In base alla media di riferimento (1997-2006), la temperatura media del mese più freddo, gennaio, si attesta a +12,9 °C; quella del mese più caldo, agosto, è di +28,6 °C. 
| Partanna Mondello (1997-2006) | Mesi | Mesi | Mesi | Mesi | Mesi | Mesi | Mesi | Mesi | Mesi | Mesi | Mesi | Mesi | Stagioni | Stagioni | Stagioni | Stagioni | Anno |
| Partanna Mondello (1997-2006) | Gen  | Feb  | Mar  | Apr  | Mag  | Giu  | Lug  | Ago  | Set  | Ott  | Nov  | Dic  | Inv      | Pri      | Est      | Aut      | Anno |
| ----------------------------- | ---- | ---- | ---- | ---- | ---- | ---- | ---- | ---- | ---- | ---- | ---- | ---- | -------- | -------- | -------- | -------- | ---- |
| T. max. media (°C)            | 16,9 | 18,1 | 19,7 | 22,4 | 26,2 | 30,4 | 32,4 | 33,4 | 29,6 | 26,6 | 21,9 | 18,4 | 17,8     | 22,8     | 32,1     | 26,0     | 24,7 |
| T. min. media (°C)            | 8,9  | 9,6  | 11,1 | 14,2 | 17,4 | 21,0 | 23,1 | 23,7 | 21,0 | 17,5 | 14,0 | 11,1 | 9,9      | 14,2     | 22,6     | 17,5     | 16,0 |

## Valori estremi

### Temperature estreme mensili dal 1997 al 2006
Nella tabella sottostante sono riportate le temperature massime e minime assolute mensili, stagionali ed annuali dal 1997 al 2006, con il relativo anno in cui si queste si sono registrate. La massima assoluta del periodo esaminato di +44,0 °C risale all'agosto 1999, mentre la minima assoluta di +2,7 °C è del febbraio 1999. 
| Partanna Mondello (1997-2006) | Mesi        | Mesi        | Mesi        | Mesi        | Mesi        | Mesi        | Mesi        | Mesi        | Mesi        | Mesi        | Mesi        | Mesi        | Stagioni | Stagioni | Stagioni | Stagioni | Anno |
| Partanna Mondello (1997-2006) | Gen         | Feb         | Mar         | Apr         | Mag         | Giu         | Lug         | Ago         | Set         | Ott         | Nov         | Dic         | Inv      | Pri      | Est      | Aut      | Anno |
| ----------------------------- | ----------- | ----------- | ----------- | ----------- | ----------- | ----------- | ----------- | ----------- | ----------- | ----------- | ----------- | ----------- | -------- | -------- | -------- | -------- | ---- |
| T. max. assoluta (°C)         | 24,0 (2004) | 29,3 (2002) | 37,7 (2001) | 33,5 (1998) | 32,8 (1999) | 37,1 (1999) | 40,0 (1998) | 44,0 (1999) | 42,3 (2000) | 41,2 (1999) | 31,8 (2002) | 29,2 (2002) | 29,3     | 37,7     | 44,0     | 42,3     | 44,0 |
| T. min. assoluta (°C)         | 3,0 (1999)  | 2,7 (1999)  | 5,3 (1998)  | 7,0 (1997)  | 11,0 (1997) | 14,0 (2004) | 18,0 (2004) | 19,0 (2004) | 13,2 (2004) | 11,8 (2000) | 5,0 (2004)  | 5,4 (2004)  | 2,7      | 5,3      | 14,0     | 5,0      | 2,7  |